# Banggai jezik
Banggai jezik (ISO 639-3: bgz), austronezijski jezik celebeske skupine, kojim govori 125 000 ljudi (2000.) u 157 sela ili dijelova sela na otocima Banggai pred obalom Celebesa. Govore se dva dijalekta, istočni i zapadni.
Jedan je od dva jezika istočne podskupine saluan-banggai, drugi je balantak [blz].

## Vanjske poveznice
- Ethnologue (14th)
- Ethnologue (15th)